# ماريا كونسويلو أراوخو
ماريا كونسويلو أراوخو كاسترو (بالإسبانية: María Consuelo Araújo Castro)‏ هي سياسية كولومبية ولدت في يوم 27 أكتوبر 1971 في مدينة فاليدوبار في كولومبيا. شغلت منصب وزيرة الثقافة من سنة 2002 إلى سنة 2006 وثم شغلت منصب وزيرة الخارجية من سنة 2006 إلى سنة 2007 في حكومة ألفارو أوريبي بيليث.